# Hydnophytum ellipticum
Hydnophytum ellipticum är en måreväxtart som beskrevs av Elmer Drew Merrill och Lily May Perry. Hydnophytum ellipticum ingår i släktet Hydnophytum och familjen måreväxter. Inga underarter finns listade i Catalogue of Life.